# 拟黄圆腹蛛
拟黄圆腹蛛（学名：Dipoena submstelina）为球蛛科圆腹蛛属的动物。在中国大陆，分布于海南等地，常见于果园草丛中。该物种的模式产地在海南尖峰岭。